# 帕特里克·齊格勒
帕特里克·齊格勒（德語：Patrick Ziegler；1990年2月9日—）是一位德國足球運動員。在場上的位置是中後衛。他現在效力於澳職球隊西悉尼流浪者。